# 山茶国生
山茶 国生（さんちゃ くにお）は、日本の漫画家・イラストレーター。ゲイ雑誌『G-men』、『Super SM-Z』にて漫画やイラストを掲載する。第1回田亀源五郎賞を受賞。

## 作品リスト
- 月刊G-men （No.61）／生きる
- 月刊G-men （No.91）／年上の従兄弟 前編
- 月刊G-men （No.92）／年上の従兄弟 後編
- 月刊G-men （No.99）／あの世
- 月刊G-men （No.104）／別れ道
- 月刊G-men （No.110）／一年ぶりっす、おやっさん
- 月刊G-men （No.127）／第3寮のラガーマンたち 前編
- 月刊G-men （No.128）／第3寮のラガーマンたち 後編
- SM-Z　　  　（No.7）／いけにえ
- SUPER SM-Z （No.1）／そしてパパは僕のお尻を叩く
- SUPER SM-Z （No.3）／ドレイ・失格
- SUPER SM-Z （No.4）／ミッドナイトレイプ
- SUPER SM-Z （No.5）／依存と支配・ぼくとエロ教師
- SUPER SM-Z （No.6）／Ｍのステキな友達
- SUPER SM-Z （No.7）／予備校の先生
- SUPER SM-Z （No.9）／男根露出
- SUPER SM-Z （No.10）／村の便所
- SUPER SM-Z （No.11）／敗残兵
- SUPER SM-Z （No.12）／応援団！！
- SUPER SM-Z （No.14）／筋肉営業
- SUPER SM-Z （No.15）／体育実習生
- SUPER SM-Z （No.16）／筋肉営業　第２話
- SUPER SM-Z （No.17）／筋肉営業　第３話
- SUPER SM-Z （No.18）／筋肉営業　第４話

### 発表媒体・時期が不明の作品
- 上田さん
- 色情地獄
- ばいばい。
- 幸福
- 銀河の友だち
- オカマ発覚!? 榎本×大林シリーズ8